# هیپوکریسی (گروه موسیقی)
هیپوکریسی (به انگلیسی: Hypocrisy) یک گروه دث متال سوئدی است که در اکتبر سال ۱۹۹۱ در لودویکه توسط پیتر تگترین تشکیل شد. این گروه از زمان شروع کار خود سیزده آلبوم استودیویی منتشر کرده است که تگترین تنها عضو پیوستهٔ گروه باقی مانده است.

## تاریخچه
پس از گذراندن سه سال در فورت لادردیل، فلوریدا، در سال ۱۹۹۰، بنیان‌گذار پیتر تگترین به زادگاهش سوئد بازگشت تا گروه خود را تشکیل دهد. نسخه‌های اولیه هیپوکریسی به عنوان یک دث متال به خوبی اجرا شده بود، اما به دلیل نوآوری نداشتن مورد توجه قرار گرفت. این انتقاد با بلوغ گروه کاهش یافت و صدای متمایزتری را پرورش داد و همچنین از رویکرد غزلی درون‌نگر استفاده کرد. نسخه‌های بعدی صدای جوی بیشتری دارند، همراه با کاوش غزل‌آمیز بیگانگان و تجربیات آدم‌ربایی.
تجربهٔ تگترین به‌عنوان تهیه‌کننده ممکن است منجر به تغییر مسیر موسیقایی گروه نیز شده باشد، زیرا او در حین تولید آلبوم‌هایشان با بسیاری از گروه‌های دیگر ارتباط نزدیک‌تری دارد.
پس از دو بار لغو یک تور ایالات متحده در سال ۲۰۰۹، هیپوکریسی یک تور آمریکای شمالی را برای سال ۲۰۱۰ تأیید کرد. گروه‌های Scar Symmetry و Hate و Blackguard و Swashbuckle به آنها در تور «زمان طولانی، بدون مرگ» پیوستند. از ژانویه تا مارس ۲۰۱۰، آنها در آلمان، اروپای شرقی و اسکاندیناوی تور اجرا کردند و در مسکو به پایان رسیدند. تور آمریکای شمالی آنها در مه ۲۰۱۰ برگزار شد.
در ۱۴ اکتبر ۲۰۱۱، هیپوکریسی یک دی وی دی به نام جهنم بالای صوفیه - ۲۰ سال آشوب و سردرگمی منتشر کرد. این شامل یک کنسرت کامل از تور «زمان طولانی، بدون مرگ» است. دی وی دی همچنین حاوی یک مستند یک و نیم ساعته دربارهٔ گروه است. در ۱۰ نوامبر ۲۰۱۱، میکائیل هدلوند در طی مصاحبه‌ای با محسن فیاضی، سردبیر متال شوک فنلاند، مطالبی را برای نوشتن یک آلبوم استودیویی جدید اعلام کرد. میکائیل به متال شوک فنلاند می‌گوید:
هنوز خیلی زود است که بگوییم قرار است چه شکلی به نظر برسد، اما تنها چیزی که می‌توانم بگویم این است که تغییر سبکی ایجاد نخواهد کرد. این یک آلبوم کلاسیک هیپوکریسی بدون [هیچ‌گونه] مصالحه خواهد بود. ما قبلاً مقداری مطالب دریافت کرده‌ایم و واقعاً مشتاقیم که دوباره وارد استودیو شویم. ما هنوز نمی‌دانیم که چه زمانی خواهد بود، اما امیدواریم پس از تابستان ۲۰۱۲ باشد. هنوز هیچ‌چیز تأیید نشده است. ما تور متالفست [اروپا] را در ماه مه/ژوئن به اضافهٔ برخی جشنواره‌های دیگر برگزار می‌کنیم. برنامه‌ها فعلاً همین است.
در اوایل سال ۲۰۱۲، گروه شروع به نوشتن مطالب جدید برای ادامهٔ طعمی از الوهیت افراطی کرد. در ۲۱ دسامبر ۲۰۱۲ هیپوکریسی اعلام کرد که عنوان آلبوم آینده پایان افشاگری است، که در ۲۲ مارس ۲۰۱۳ منتشر شد.
سیزدهمین آلبوم استودیویی هیپوکریسی و اولین بار پس از هشت سال، عبادت در ۲۶ نوامبر ۲۰۲۱ منتشر شد. قبل از این آلبوم یک موزیک ویدیو برای اولین تک‌آهنگ «فاحشهٔ شیمیایی» منتشر شد. این بعداً توسط مجلهٔ آنلاین لودوایر به عنوان سی و دومین آهنگ برتر متال سال ۲۰۲۱ انتخاب شد.
در ۵ آوریل ۲۰۲۲، گروه از طریق صفحهٔ رسمی فیس بوک گروه، خروج هورگ از گروه را اعلام کرد. یک هفته بعد هنریک اکسلسون از گروه The Crown جایگزین او شد.

## سبک موسیقی و تم‌های غزلی
از نظر موسیقایی، گروه با صدای سنتی دث متال در آلبوم‌های اولیهٔ خود شروع به کار کرد، اما به زودی به یک گروه ملودیک دث متال تبدیل شد. اشعار اولیه آنها - که توسط خوانندهٔ اصلی مس بروبرگ نوشته شده بود - به مضامین ضد مسیحی و شیطان‌پرستی می‌پرداخت. گروه بعداً روی موضوعاتی مانند ماوراء الطبیعه و فرازمینی‌ها تمرکز کرد. دهمین آلبوم آنها، ویروس، حاوی مضامینی است که بیشتر از دث متال مانند خشونت، وحشت واقعیت، جنون، شکنجه، جنگ، اعتیاد به مواد مخدر و نزاع عاطفی است. آلبوم دوازدهم آنها، پایان افشاگری، از مضامین توطئه و ضد ایلومیناتی استفاده می‌کند.

## اعضا

هیپوکریسی زنده در جشنوارۀ راک‌هرز اوپن ایر ۲۰۱۹، آلمان
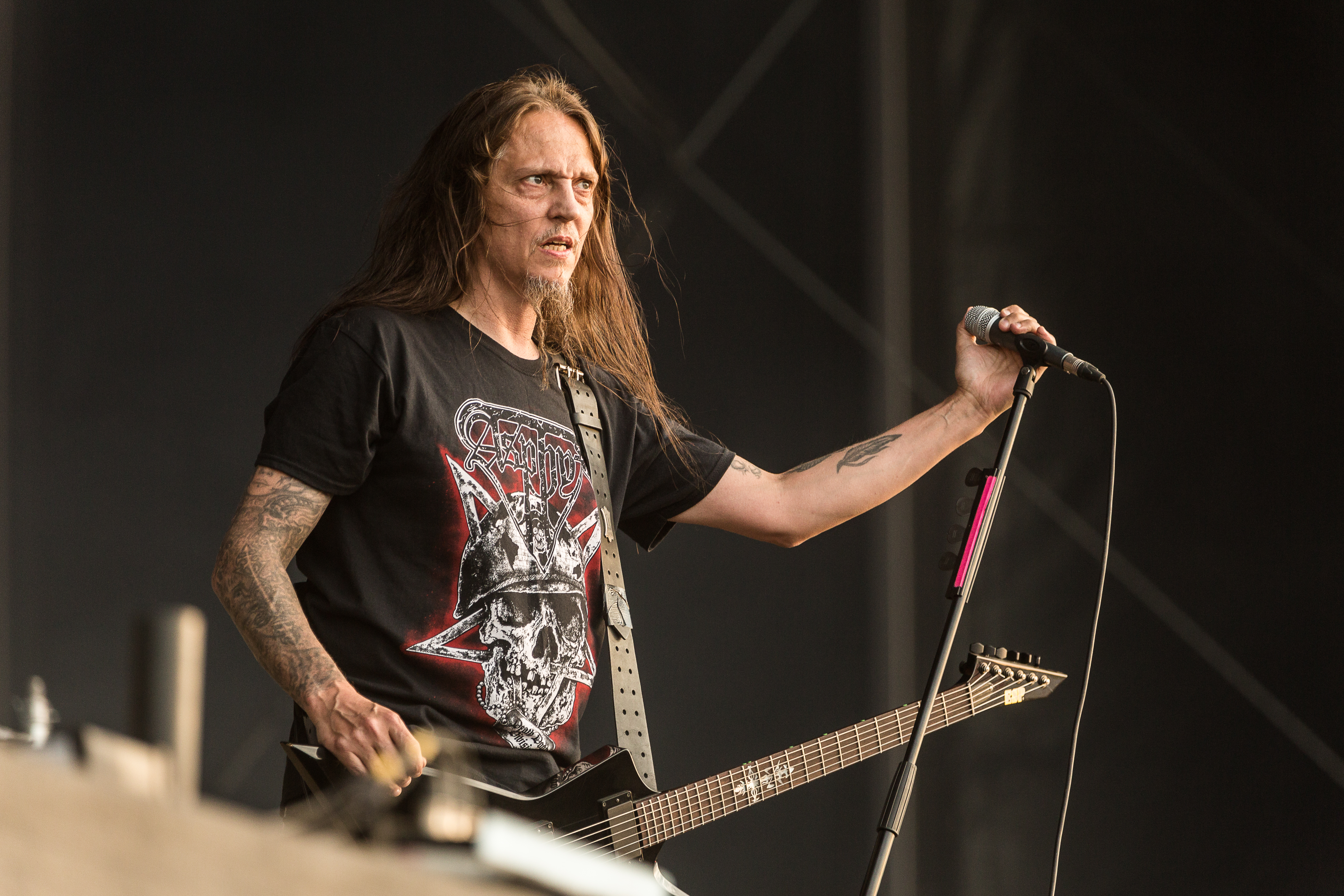
پیتر تگترین
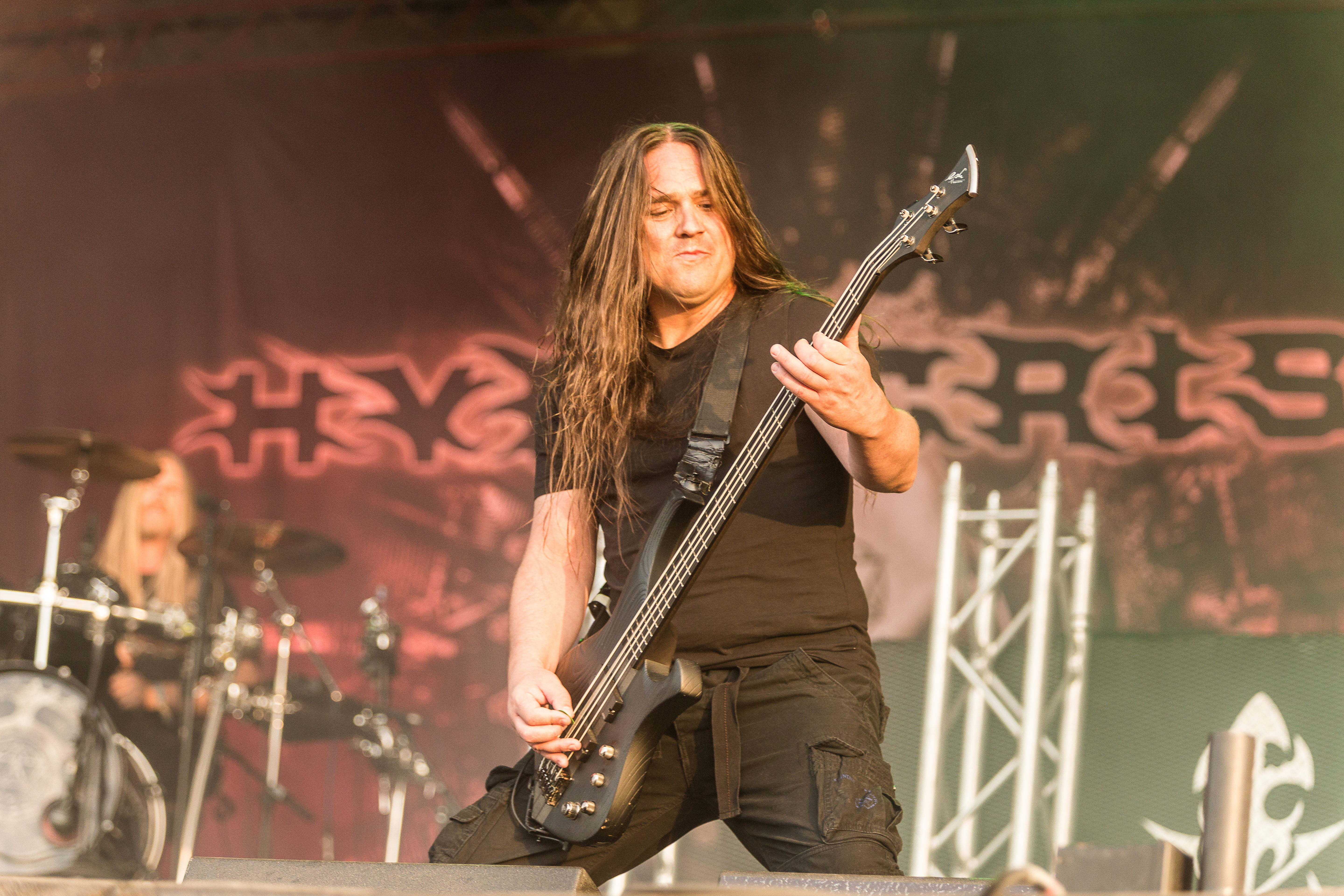
میکائیل هدلوند
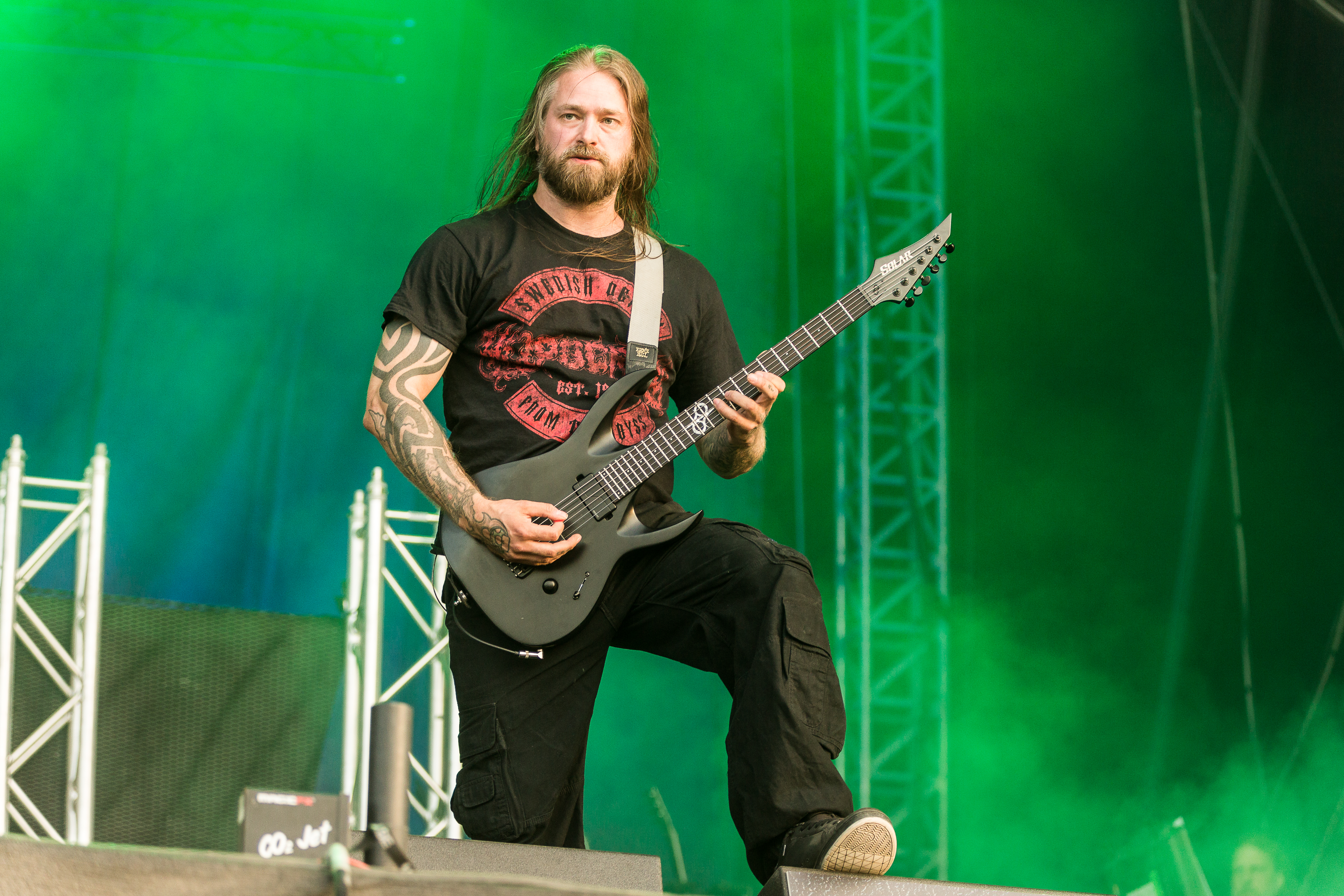
توماس الوفسون

| اعضای فعلی - پیتر تگترین – گیتار (۱۹۹۱–اکنون)، خواننده (۱۹۹۳–اکنون) - میکائیل هدلوند – بیس (۱۹۹۱–اکنون) - توماس الوفسون – گیتار (۲۰۱۰–اکنون) - هنریک اکسلسون – درامز (۲۰۲۲–اکنون) | اعضای پیشین - ماگنوس «مس» بروبرگ – خواننده (۱۹۹۳–۱۹۹۲) - لارس شوکه – درامز (۲۰۰۴–۱۹۹۲) - یوناس اوستربرگ – گیتار (۱۹۹۲) - ماتیاس کامیجو – گیتار (۲۰۰۴–۱۹۹۵) - هورگ – درام (۲۰۲۲–۲۰۰۴) - آندریاس هولما – گیتار (۲۰۰۶–۲۰۰۴) | اعضای اجرای زنده - کلاس ایدبرگ – گیتار (۲۰۰۶) - الکسی لایهو – گیتار (۲۰۰۹) |

## ترانه‌شناسی

### آلبوم‌های استودیویی
- پنترالیا (۱۹۹۲) Penetralia
- بوسه زشت (۱۹۹۳) Osculum Obscenum
- بعد چهارم (۱۹۹۴) The Fourth Dimension
- ربوده شد (۱۹۹۶) Abducted
- فصل پایانی (۱۹۹۷) The Final Chapter
- هیپوکریسی (۱۹۹۹) Hypocrisy
- به درون پرتگاه (۲۰۰۰) Into the Abyss
- گرفتن ۲۲ (۲۰۰۲) Catch 22
- ورود (۲۰۰۴) The Arrival
- ویروس (۲۰۰۵) Virus
- طعمی از الوهیت افراطی (۲۰۰۹) A Taste of Extreme Divinity
- پایان افشاگری (۲۰۱۳) End of Disclosure
- عبادت (۲۰۲۱) Worship

### آلبوم‌های چندآهنگه
- لذت آزار (۱۹۹۳) Pleasure of Molestation
- ارادتمندان حقیر (۱۹۹۴) Inferior Devoties
- حداکثر آدم‌ربایی (۱۹۹۶) Maximum Abduction
- بیش از حد مست برای فاک (۲۰۱۳) Too Drunk to Fuck

### آلبوم‌های تلفیقی
- ۱۰ سال آشوب و سردرگمی (۲۰۰۱) ‎10 Years of Chaos and Confusion

### آلبوم‌های اجرای زنده
- هیپوکریسی وکن را نابود می‌کند (۱۹۹۹) Hypocrisy Destroys Wacken
- جهنم بالای صوفیه - ۲۰ سال آشوب و سردرگمی (۲۰۱۱) Hell Over Sofia - 20 Years of Chaos and Confusion

### آلبوم‌های ویدیویی
- هیپوکریسی وکن را نابود می‌کند (۱۹۹۹) Hypocrisy Destroys Wacken
- زنده و کلیپ‌ها (۲۰۰۱) Live & Clips
- جهنم بالای صوفیه - ۲۰ سال آشوب و سردرگمی (۲۰۱۱) Hell Over Sofia - 20 Years of Chaos and Confusion

### موزیک ویدیوها
| سال  | عنوان                  | کارگردانی   | آلبوم                 |
| ---- | ---------------------- | ----------- | --------------------- |
| ۱۹۹۲ | «رها شده تا پوسیدگی»   | —           | پنترالیا              |
| ۱۹۹۲ | «خدای ناتوان»          | —           | پنترالیا              |
| ۱۹۹۳ | «لذت آزار»             | —           | بوسه زشت              |
| ۱۹۹۳ | «ارادتمندان حقیر»      | —           | بوسه زشت              |
| ۱۹۹۶ | «رازول ۴۷»             | —           | ربوده شد              |
| ۱۹۹۷ | «فصل پایانی»           | —           | فصل پایانی            |
| ۲۰۰۴ | «پاک‌کننده»             | —           | ورود                  |
| ۲۰۰۵ | «موشکافی‌شده»           | مایک آدلیکا | ویروس                 |
| ۲۰۱۰ | «علف هرز ضعیف»         | دنیس گوریا  | طعمی از الوهیت افراطی |
| ۲۰۱۳ | «پایان افشاگری»        | —           | پایان افشاگری         |
| ۲۰۱۳ | "داستان‌های بی ستون تو" | —           | پایان افشاگری         |
| ۲۰۲۱ | "بچه‌های خاکستری"       | —           | عبادت                 |

## یادداشت
1. ↑  Metal Shock Finland